# Lynn Taitt
Lynn Taitt (Nearlin Taitt) est un guitariste, compositeur et arrangeur décédé le 20 janvier 2010 à  l'âge de 75 ans à Montréal.

## Biographie
Lynn Taitt est né à San Fernando sur l'île de Trinidad en 1934. Avant d'apprendre à jouer de la guitare, il participe à des  formations musicales de steel band. À 15 ans il achète une guitare acoustique puis intègre son premier groupe : The Dutch Brothers. Lors de la célébration de l'indépendance de la Jamaïque, en 1962, il obtient un contrat de deux semaines comme guitariste pour accompagner Byron Lee and The Dragonaires. Il décide alors de s'installer sur l'île.
De juillet 1964 a Juillet 1966 Lynn participe au tout PREMIER album des wailers "the wailing wailers at studio one", enregistré au Studio one de  Clement Dodd. Cet album est une compilation des titres à succès des wailers durant ces deux années.
Lynn Taitt participe au sein des groupes comme les Sheiks et les Cavaliers. En 1964, il forme le combo Lynn Taitt and the Comets. Il obtient plus de succès deux ans plus tard, avec un second groupe, Lynn Taitt and the Jets, qui devient rapidement une formation de studio très sollicitée. Elle se compose de façon régulière de Bryan Atkinson à la basse, de Lynford "Hux" Brown à la guitare, de Joe Isaacs à la batterie, de Gladstone Anderson au piano, de Ike Bennett à l'orgue, de Headley Bennett au saxophone et de Bobby Ellis à la trompette. Le groupe devient rapidement le groupe résident du studio Federal début 1967. Il accompagne tous les artistes lors de la période rocksteady et signe la musique sur un nombre incalculable de disques, pour des producteurs aussi variés que Bunny Lee, Duke Reid, Joe Gibbs, Prince Buster, Sonia Pottinger, Derrick Harriott et Leslie Kong sous le nom des Beverley's All Stars.
La contribution de Lynn Taitt à la musique populaire jamaïcaine est méconnue. En effet, il est le compositeur et l'arrangeur de la plupart des disques sur lesquels il joue. C'est un homme de studio qui sait diriger une séance. Il a participé à l'enregistrement du morceau d'Hopeton Lewis Take it Easy considéré comme le premier rocksteady et y a composé la ligne de basse. D'autres enregistrements jamaïcains ont été cités comme «premier» disque rocksteady, tels que Girl I've Got a Date de Alton Ellis & the Flames et Tougher Than Tough de Derrick Morgan mais toutes ces chansons ont un point commun : Lynn Taitt à la guitare. Il est également l'auteur de morceaux instrumentaux.
En août 1968, Taitt décide de s'installer au Canada où il a continué son activité musicale.

## Discographie
- 1968 - Sounds Rock Steady
- 1968 - Rockstaedy Greatest Hits
- 1968 - Glad Sounds
- 2005 - Hold Me Tight (Anthology)